# Pelawi Utara
Pelawi Utara is een bestuurslaag in het regentschap Langkat van de provincie Noord-Sumatra, Indonesië. Pelawi Utara telt 9305 inwoners (volkstelling 2010).